# Daniel Lins Côrtes
Daniel Lins Côrtes, meist nur Daniel (* 12. Dezember 1979 in Niterói), ist ein ehemaliger brasilianisch-neuseeländischer Fußballspieler.

## Karriere
Daniel wagte erstmals 2002 den Sprung nach Europa und spielte für einige Monate beim ungarischen Klub Videoton FC. Nach einer kurzen Rückkehr nach Brasilien stand er 2003 zunächst bei FC Twente Enschede in den Niederlanden und anschließend erneut bei Fehérvár unter Vertrag. In der Folge spielte der Mittelfeldakteur mehrere Jahre in Brasilien, unter anderem bei den Erstligaklubs Botafogo FR und EC Juventude. 2007 stand er mit Madureira EC im Finale der Taça Guanabara. Zur Saison 2007/08 nahm er ein Angebot vom neu gegründeten neuseeländischen A-League-Klub Wellington Phoenix an. Ende 2008 erhielt er die neuseeländische Staatsbürgerschaft und belegte damit keinen der maximal vier (später fünf) Ausländerplätze mehr.
Nachdem er in der Saison 2011/12 zumeist nur noch als Einwechselspieler zum Zug gekommen war, erhielt er nach fünf Jahren bei Wellington Phoenix keine Vertragsverlängerung mehr. Wenige Tage später erlangte er seine Spielberechtigung für die neuseeländische Fußballnationalmannschaft, wofür er fünf Jahre in Neuseeland wohnhaft sein musste.
Einen neuen Klub fand Daniel im Juli 2012 mit dem thailändischen Erstligisten Police United aus der Hauptstadt Bangkok. Hier stand er bis Ende 2014 unter Vertrag. Anfang 2015 beendete er seine Karriere als Fußballspieler.